# A las cinco de la tarde
Pour plus de détails, voir Fiche technique et Distribution.
A las cinco de la tarde est un film dramatique espagnol réalisé par Juan Antonio Bardem et sorti en 1961.
Le film est inspiré des pièces de théâtre La cornada (es) d'Alfonso Sastre et La fiera de Juan Antonio Bardem.

## Synopsis
Une vision critique du monde de la tauromachie basée sur l'antagonisme de deux toreros avant une corrida cruciale dans leur carrière. L'un, déjà sur le déclin et craintif. L'autre, au sommet de sa carrière.

## Fiche technique
- Titre original espagnol : A las cinco de la tarde[1] (litt. « À cinq heures de l'après-midi »)
- Réalisateur : Juan Antonio Bardem
- Scénario : Juan Antonio Bardem d'après la pièce La cornada (es) d'Alfonso Sastre créée en 1960.
- Photographie : Alfredo Fraile (es), Julio Ortas
- Montage : Margarita de Ochoa
- Musique : Cristóbal Halffter
- Production : Guillermo F. Zúñiga
- Sociétés de production : Unión Industrial Cinematográfica (UNINCI)
- Pays de production :  Espagne
- Langues originales : espagnol
- Format : Noir et blanc - Son mono - 35 mm
- Durée : 103 minutes
- Genre : drame
- Dates de sortie :
  - Argentine : 12 janvier 1961 (Festival de Mar del Plata)
  - Espagne : 16 mai 1961 (Barcelone) ; 21 septembre 1961 (Madrid)

## Distribution
- Francisco Rabal : Juan Reyes
- Núria Espert : Gabriela
- Enrique Diosdado (es) : Manuel Marcos
- Germán Cobos : José Álvarez
- Julia Gutiérrez Caba : María
- Manuel Zarzo : Paco
- Vicente Ros : Rafael Pastor
- Rafael Alcántara : l'accompagnant
- Ramsay Ames : l'Américaine
- Manuel Arbó : le vieux serveur
- Matilde Artero : le responsable des services
- Joaquín Bergía : l'agent de police
- José Calvo : un ami
- Faustino Cornejo : un ami
- Rafael Cortés : un admirateur